# Adolf von Flöckher
Adolf Wilhelm August Franz Leopold Jacob Flöckher, seit 1871 von Flöckher (* 10. Oktober 1814 in Hildesheim; † 27. November 1891 in Hannover) war ein preußischer Generalleutnant sowie Kommandant von Altona und über die in Hamburg stationierten Truppen.

## Leben

### Herkunft
Adolf entstammte dem Hildesheimer Patriziergeschlecht Flöckher. Er war ein Sohn des hannoverschen Oberappellationsgerichtsrates in Celle und Mitglied des Staatsrates Adolph Flöckher (1784–1858) und dessen Ehefrau Emilie Dorothea, geborene Böhmen (1792–1863).

### Militärkarriere
Nach dem Besuch des Gymnasiums in Celle trat Flöckher am 8. April 1830 als Kadett in das 4. Infanterie-Regiment der Hannoverschen Armee ein und avancierte Ende August 1831 zum Sekondeleutnant. Zur weiteren Ausbildung absolvierte er von Oktober 1837 bis März 1840 die Militärakademie in Hannover. Zwischenzeitlich in das 3. Infanterie-Regiment versetzt, wurde Flöckher von Ende September 1840 bis Ende Mai 1845 zum Generalstab kommandiert. Er stieg zum Premierleutnant auf und war ab August 1848 zunächst als Adjutant der 1. Infanterie- sowie zwei Monate später der 2. Infanterie-Brigade tätig. Während des Feldzuges gegen Dänemark nahm Flöckher 1848/49 am Gefecht bei Ulderup teil und wurde dafür mit der Vierten Klasse des Guelphen-Ordens ausgezeichnet. Nach seiner Beförderung zum Hauptmann wurde er Ende Mai 1852 als Kompaniechef in das 2. Infanterie-Regiment versetzt. Als Major nahm Flöckher 1861 an den Manövern des VII. und VIII. Armee-Korps der Preußischen Armee am Niederrhein teil. Unter Beförderung zum Oberstleutnant erfolgte am 27. Mai 1863 seine Ernennung zum Kommandanten von Altona. Von dieser Stellung wurde Flöckher am 4. Dezember 1864 entbunden und zum Bataillonskommandeur ernannt. In dieser Stellung nahm er 1866 während des Krieges gegen Preußen an der Schlacht bei Langensalza teil und erhielt für sein Wirken das Komturkreuz II. Klasse des Ernst-August-Ordens.
Nach dem verlorenen Krieg und der Annexion des Königreichs Hannover durch Preußen wurde Flöckher am 9. März 1867 in den Verband der Preußischen Armee übernommen und als Oberstleutnant dem 5. Rheinischen Infanterie-Regiment Nr. 65 aggregiert. Er avancierte Mitte April 1867 zum Oberst und erhielt am 9. Januar 1868 das Kommando über das in Posen stationierte 1. Westpreußische Grenadier-Regiment Nr. 6. Im Krieg gegen Frankreich führte er sein Regiment zunächst in der Schlacht bei Weißenburg und hatte bei Wörth Verluste von 30 Offizieren und 900 Toten und Verwundeten zu beklagen. Bei Beaumont und Sedan war Flöckher mit der Führung der 17. Infanterie-Brigade und während der Belagerung von Paris vorübergehend mit der Führung der 19. und 20. Infanterie-Brigade beauftragt.

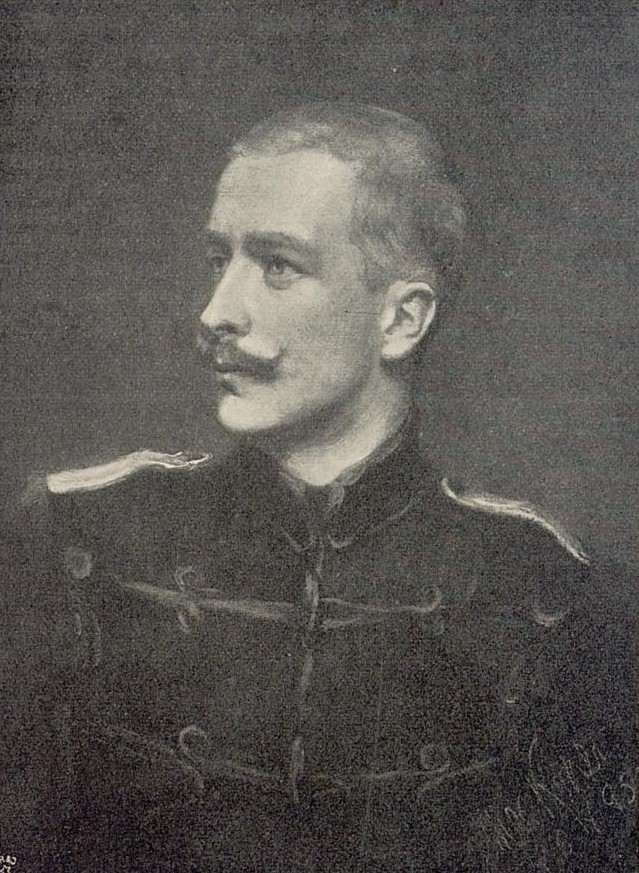
Adolph von Flöckher (1867–1931)

Ausgezeichnet mit beiden Klassen des Eisernen Kreuzes wurde Flöckher am 16. Juni 1871 durch Kaiser Wilhelm I. in den erblichen preußischen Adelsstand erhoben und am 2. November 1871 unter Stellung à la suite seines Regiments zum Kommandeur der 19. Infanterie-Brigade in Posen ernannt. In dieser Eigenschaft am 18. Januar 1872 zum Generalmajor befördert, wurde er am 12. Oktober 1872 zum Kommandanten von Altona und über die in Hamburg stationierten Truppen ernannt. Flöckher avancierte am 22. März 1877 zum Generalleutnant und erhielt am 10. Oktober 1881 anlässlich seines 50-jährigen Dienstjubiläums den Kronen-Orden I. Klasse mit der Zahl „50“. Unter Verleihung des Roten Adlerordens I. Klasse mit Eichenlaub und dem Emailleband des Kronen-Orden wurde er am 15. April 1882 mit Pension zur Disposition gestellt.
Seinen Lebensabend verbrachte er auf dem von ihm gestifteten Majorat Ankensen.

### Familie
Flöckher hatte sich am 15. Juli 1847 in Hannover mit Alwine Spangenberg (1826–1896), der Tochter des königlichen Leibarztes Johann Georg Spangenberg (1786–1849) verheiratet. Der Sohn Adolph von Flöckher (1867–1931) wurde Legationsrat, preußischer Rittmeister der Reserve und Herr auf Ankensen. Adolph von Flöckher heiratete Frieda von Burchard, Tochter des Emil von Burchard.